# Kevin Morgan
Kevin Morgan (3 de gener de 1948) va ser un ciclista australià. S'especialitzà en el ciclisme en pista. Va participar en els Jocs Olímpics de 1968.

## Palmarès
- 1968
  - 1r al Grafton to Inverell Classic
  - 1r al The Examiner Tour of the North